# Louis Skorecki
Louis Skorecki, né le 10 mars 1943 dans le camp français d'internement de Gurs, est un critique de cinéma, cinéaste et écrivain français. Il a également écrit sous le pseudonyme de Jean-Louis Noames.

## Carrière

### Critique de cinéma
Ami de lycée de Serge Daney, Louis Skorecki crée avec lui, en 1962, la revue Visages du cinéma. Seuls deux numéros sont publiés, le premier consacré à Howard Hawks et le second à Otto Preminger,.
Il commence à écrire dans les Cahiers du cinéma durant les années 1960 sous le pseudonyme de Jean-Louis Noames,. Il part aux États-Unis avec Daney pour réaliser des entretiens avec de grands réalisateurs américains comme Raoul Walsh ou Leo McCarey.
En 1978, il publie dans les Cahiers un pamphlet intitulé « Contre la nouvelle cinéphilie »,.
En 1983, il rejoint Serge Daney à Libération pour y rédiger les pages cinéma. Il écrit de nombreux articles, en particulier sur Jacques Tourneur.
À partir de 1996, il tient une chronique intitulée « Le Film », consacrée aux films de cinéma diffusés à la télévision,  dans un style très personnel, désinvolte et provocateur,.

Il défend une conception désacralisée du cinéma : 

« Un film, ça n’est pas si important, on n’a pas à passer des années dessus, ni à s’exciter sur le cadre ou la direction d’acteurs, qui sont deux choses qui ne me semblent plus avoir le moindre intérêt. N’importe qui peut faire un cadre et la direction d’acteurs c’est une blague. Les acteurs se dirigent eux-mêmes. »

Après avoir travaillé pendant 25 ans à Libération, il décide de quitter le journal en 2007, au moment où Laurent Joffrin le réorganise. Peu avant son départ, il demande à Raphaël Girault de filmer la réorganisation du quotidien pour en faire un film qui deviendra Skorecki déménage. Il est alors renvoyé. 
Dans le magazine Technikart, Léonard Haddad qualifie Louis Skorecki de « ciné-critique le plus incorrect de France ». Dans le même magazine, Nicolas Santolaria qualifie son style comme « un style merveilleux de musicalité où se côtoient la hache et le scalpel, le swing et l’uppercut. » Même Éric Rohmer fait l'éloge de son travail. Dans un entretien aux Cahiers du cinéma en 1998, celui-ci explique : « C'est un esprit très paradoxal, plein d'humour, et ce qu'il écrit actuellement est vraiment très bien. Il fait à sa manière une sorte de révision générale de l'histoire du cinéma, qui est évidemment très contestable mais très réjouissante. »
Ses chroniques de Libération sont publiées en 2000 dans un ouvrage intitulé Les Violons ont toujours raison.

### Producteur
Il fonde ensuite une société de production, Les films d’occasion.
Il produit le film de Nathanaelle Viaux La Pimbêche à vélo (2012). Du 7 au 17 août 2012, il tourne la suite de Skorecki déménage intitulée Skorecki devient producteur. Le film est entrepris avec Marie Anne Guerin dans le rôle de Marie. Il est projeté deux fois au festival du cinéma de Brive en avril 2014.

### Autres
Il réalise également des films destinés à un public restreint, notamment une série intitulée Les Cinéphiles.
À la suite de la publication en 2002 de son roman Il entrerait dans la légende, pour lequel il reçoit le prix Sade, son éditeur, Leo Scheer, est condamné par le tribunal de Carpentras à une amende de 7 500 euros au motif que le roman contient un « message à caractère violent ou pornographique […] susceptible d’être vu par un mineur. » Cette condamnation donne lieu à un débat public sur l'introduction d'une « exception littéraire » à la loi concernée.  Une pétition est proposée dans Le Monde du 4 avril 2003 pour modifier la loi.
En juin 2012, il intègre le comité de rédaction du mensuel So Film et y tient une chronique avec Luc Moullet intitulée « Moullet vs Skorecki ».

### Prise de position
En 2005, il prend la défense du cinéaste français Jean-Claude Brisseau condamné pour harcèlement sexuel sur des actrices qui ont travaillé avec lui.
Skorecki défend dans Libération que « le tournage cinématographique comme sanctuaire artistique » devrait être au-dessus des lois et de la justice : « On n'aurait jamais dû juger Brisseau. »

## Filmographie

### Réalisateur
- 1966 : Les Pieds dans les nuages (et la tête dans la lune) (court métrage)
- 1974 : Eugénie de Franval
- 1975 : Lettre de N. (court métrage, perdu)
- 1982 : L'Escalier de la haine (moyen métrage)
- 1982 : Sans titre (court métrage, inachevé)
- 1984 : Contre la nouvelle cinéphilie
- 1984 : Une histoire sentimentale (moyen métrage)
- 1988 : Les Cinéphiles : Le Retour de Jean
- 1988 : Les Cinéphiles 2 : Éric a disparu (moyen métrage)
- 1988 : LN/2/3 (court métrage)
- 2006 : Les Cinéphiles 3 : Les Ruses de Frédéric (moyen métrage)
- 2007 : Le Retour des cinéphiles (moyen métrage)
- 2009 : Skorecki déménage (co-réalisé avec Raphaël Girault)
- 2013 : Skorecki devient producteur
- 2015 : Le Juif de Lascaux (moyen métrage)

### Producteur
- 2009 : Skorecki déménage, de Louis Skorecki et Raphaël Girault
- 2013 : La Pimbêche à vélo, de Nathanaëlle Viaux

## Publications

### Ouvrages
- Les violons ont toujours raison : Chroniques cinématographiques, 1998-1999, Presses universitaires de France, 2000 Recueil d'articles publiés dans Libération.
- Raoul Walsh et moi suivi de Contre la nouvelle cinéphilie, Presses universitaires de France, 2001 Recueil de chroniques parues Libération entre avril et mai 2001.
- Il entrerait dans la légende, éditions Léo Scheer, 2002 Prix Sade.
- Dialogues avec Daney et autres textes, écrit avec Brigitte Ollier, Presses universitaires de France, 2007
- Sur la télévision, éditions Capricci, coll. « Cinéma », 2011
- D'où viens-tu Dylan ?, éditions Capricci, 2012

### Articles de périodiques

#### Sous le pseudonyme Jean-Louis Noames
- « Entretien avec Samuel Fuller » (1re partie), Présence du cinéma n° 19, décembre 1963-janvier 1964
- « Entretien avec Samuel Fuller » (2e partie), Présence du cinéma n° 20, mars-avril 1964
- « Fuller », Cahiers du cinéma n° 153, mars 1964
- « Entre deux plans, conversation avec William Clothier », Cahiers du cinéma n° 154, avril 1964
- « Entretien avec Raoul Walsh », Cahiers du cinéma n° 154, avril 1964
- « Trois Tourneur », Cahiers du cinéma n° 155, mai 1964
- « Jean Renoir », Cahiers du cinéma n° 155, mai 1964
- « Nouvel entretien avec Fritz Lang », Cahiers du cinéma n° 156, juin 1964
- Avec Serge Daney, « Sirk à Munich », Cahiers du cinéma n° 156, juin 1964
- « Crème de marrons », Cahiers du cinéma n° 157, juillet 1964
- Avec James R. Silke et Serge Daney, « Entretien avec Howard Hawks », Cahiers du cinéma n° 160, novembre 1964
- « Lettre des U.S.A. », Cahiers du cinéma n° 160, novembre 1964
- Avec Serge Daney, « Rencontre entre l'ordre et le désordre », Cahiers du cinéma n° 160, novembre 1964
- « Le discours de la méthode », Cahiers du cinéma n° 161-162, janvier 1965
- Avec Serge Daney, « Leo et les aléas », Cahiers du cinéma n° 163, février 1965
- « L'art et la manière de Leo McCarey », Cahiers du cinéma n° 163, février 1965
- « La panthère noire », Cahiers du cinéma n° 168, juillet 1965
- « 7 fois Lewis », Cahiers du cinéma n° 172, novembre 1965
- Avec Serge Daney, Michel Caen et Stacy Waddy, « La seconde chance », Cahiers du cinéma n° 166-167, mai-juin 1965
- Avec Serge Daney, « Un humour sérieux », Cahiers du cinéma n° 166-167, mai-juin 1965
- Avec Serge Daney, « Rencontres avec un solitaire », Cahiers du cinéma n° 168, juillet 1965
- « Monk’s Dream », Jazz Magazine, n° 306, novembre 1982, 1re publication en 1965
- « Leçons d'un combat », Cahiers du cinéma n° 177, avril 1966
- Avec Serge Daney, « Projets politiques », Cahiers du cinéma n° 181, août 1966
- Avec Serge Daney, « Entretien avec Douglas Sirk », Cahiers du cinéma n° 189, avril 1967

#### En tant que Louis Skorecki
- « Douze Ford », Trafic n° 56, décembre 2005

### Sur Louis Skorecki
- Emmanuel Burdeau, « Louis et nous - Skorecki coupé en six », Vacarme, no 22,‎ hiver 2003